# Umetnostno drsanje na Zimskih olimpijskih igrah 2010
Umetnostno drsanje na Zimskih olimpijskih igrah 2010.

## Dobitniki medalj
| Tekma                    | Zlato                      | Srebro                       | Bron                              |
| Moški podrobnosti        | Evan Lysacek               | Jevgenij Plušenko            | Daisuke Takahaši                  |
| Ženske podrobnosti       | Kim Ju-Na                  | Mao Asada                    | Joannie Rochette                  |
| Športni pari podrobnosti | Šen Šue in Žao Hongbo      | Pang Šing in Tong Džian      | Aljona Savčenko in Robin Szolkowy |
| Plesni pari podrobnosti  | Tessa Virtue in Scott Moir | Meryl Davis in Charlie White | Oksana Domnina in Maksim Šabalin  |

## Nastopajoče države
| - Avstralija - Avstrija - Belgija - Bolgarija - Kanada - Kitajska - Češka - Estonija - Finska - Francija - Gruzija - Nemčija - Združeno kraljestvo - Madžarska - Izrael - Italija | - Japonska - Kazahstan - Poljska - Severna Koreja - Romunija - Rusija - Slovaška - Slovenija - Južna Koreja - Španija - Švedska - Švica - Turčija - Ukrajina - ZDA - Uzbekistan |